# مايكل س. سميث الثاني
مايكل س. سميث الثاني محلل إرهاب أمريكي، متخصص في استخبارات المصادر المفتوحة (OSINT)، ومستشار في منع ومكافحة التطرف العنيف. وهو أيضًا محاضر في برنامج دراسات الأمن العالمي بجامعة جونز هوبكنز.

## التعليم
حصل سميث على شهادته الجامعية في إدارة الفنون من كلية تشارلستون، وشهادة الدراسات العليا في تحليل الذكاء، تليها درجة الماجستير في دراسات الأمن والاستخبارات، من ذا كايتادل، الكلية العسكرية في جنوب كارولينا. واعتبارًا من عام 2017، كان في برنامج دكتوراه في جامعة ولاية جورجيا في الاتصالات، حيث درس نظرية الإقناع والدعاية الإرهابية المنتجة للتحريض على العنف في الغرب.

## المسار المهنية
في عام 2011، أسس سميث شركة كرونوس الاستشارية، وهي شركة استشارات أمنية مع الجنرال البحري المتقاعد جيمس إي. ليفينغستون.
قدم كرونوس تقريرًا إلى كتلة في الكونغرس حول فيلق القدس في عام 2011. في عام 2013، بدأ كرونوس بإطلاع حكومة الولايات المتحدة على تطلع تنظيم الدولة الإسلامية لارتكاب هجمات إرهابية في أوروبا.
إلى جانب استشارته لجهات حكومية مختلفة، فقد قام بتتبع النشاط الإرهابي على مواقع التواصل الاجتماعي والتعليق عليه، وتم استدعاؤه كمحلل من قبل مختلف وسائل الإعلام. وُصف سميث بأنه «متخصص جمهوري في مكافحة الإرهاب» و«محلل لتنظيم القاعدة». في عام 2016، وتقديرًا لعمله في «توجيه نصائح القراصنة» حول أنشطة تنظيم الدولة الإسلامية عبر الإنترنت إلى المسؤولين الحكوميين، أدرجت مجلة فورين بوليسي سميث ضمن «المغول» في قائمتها السنوية لـ«100 مفكر عالمي رائد»، وصنفت مجلة فاست كومباني سميث في المركز 14 في قائمتها لـ«100 شخص مبدع في مجال الأعمال» بسبب «المساعدة في اختراق الأشرار».
في يناير 2017 تم حل كرونوس. وبحسب ما ورد فكر سميث في تولي منصب في البنتاغون بناءً على طلب مستشار الأمن القومي مايكل فلين، لكنه قرر بدلًا من ذلك السعي للحصول على درجة الدكتوراه بسبب مخاوفه بشأن دور سيباستيان غوركا في إدارة ترامب. في فبراير 2017، انخرط سميث في نزاع عام مع غوركا (ثم مستشارًا كبيرًا في إدارة ترامب) بعد أن انتقد سميث غوركا على وسائل التواصل الاجتماعي وفي التعليقات المقتبسة في قصة نشرتها صحيفة وول ستريت جورنال.
ابتداءً من أكتوبر 2017، عمل سميث كزميل في مركز أبحاث أمريكا الجديدة، ومقره واشنطن العاصمة، لمدة خمسة أشهر.
قدم سميث مع ممثلي مع ممثلي تويتر وفيسبوك وجوجل، شهادة الخبراء خلال جلسة لجنة مجلس الشيوخ الأمريكية المعنية بالقضاء واللجنة الفرعية للجريمة والإرهاب في 31 أكتوبر 2017 والتي ركزت على المحتوى المتطرف والمعلومات الروسية المضللة عبر الإنترنت. في شهادته، قال سميث إن خاصية عدم الكشف عن الهوية والتي توفرها الشركات الكبرى لمستخدمي وسائل التواصل الاجتماعي قد زاد من جاذبية تقنياتهم للجماعات الإرهابية مثل تنظيم الدولة الإسلامية، واقترح أنه ينبغي تنفيذ التشريعات لإجبار شركات التكنولوجيا على تقييد استخدام VPN على منصاتها فقط لأولئك لأصحاب الهويات التي يعرفونها. 
في فبراير 2018، لقيت تصريحات سميث حول الحكومة الصينية ضجة وقد وصفتها هافينغتون بوست والعديد من المعلقين الإخباريين عبر الإنترنت بأنها عنصرية. أنهت منظمة أمريكا الجديدة زمالة سميث ردًا على تغريدته والتي اعتذر سميث عنها.
منذ عام 2019، كان سميث محاضرًا في برنامج دراسات الأمن العالمي بجامعة جونز هوبكنز.